# Ensemble Cinquecento

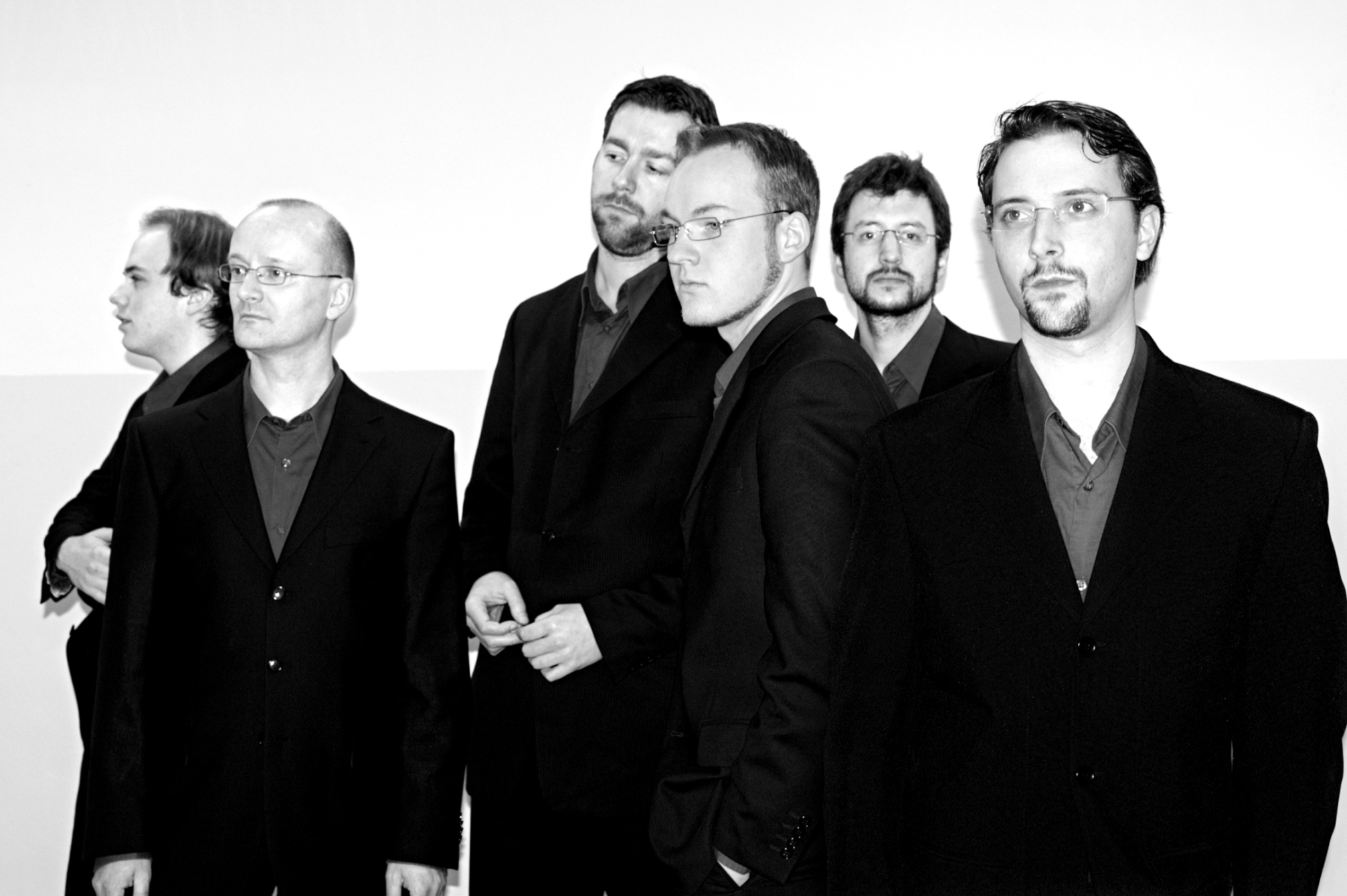
Ensemble Cinquecento

Das Ensemble Cinquecento existiert als professionelles Vokalensemble seit dem Jahr 2004. Sein Name leitet sich vom italienischen Wort Cinquecento her, das für das 16. Jahrhundert steht. Getreu dem Vorbild der kaiserlichen Hofkapellen im Zeitalter der Renaissance entstammen die Sänger des sechsköpfigen Ensembles fünf europäischen Nationen. Diese Fusion unterschiedlicher, jahrhundertealter Vokaltraditionen trägt dem humanistischen Ideal der varietas Rechnung und ist mitbestimmend für den besonderen Klangstil des Ensembles.
Das Repertoire des Ensembles umfasst hauptsächlich dem Zeitraum 1450–1610 entstammende Werke sowie Auftragskompositionen lebender Komponisten. Den zentralen Schwerpunkt bildet hierbei die Wiederentdeckung vergessener Musik aus dem Umkreis der kaiserlichen Hofkapelle.
Die Aufarbeitung dieses weitgehend unbekannten Repertoires findet – in Zusammenarbeit mit renommierten Musikwissenschaftlern – in Form einer beim britischen Label Hyperion Records erscheinenden CD-Reihe sowie zahlreicher Auftritte bei namhaften Festivals statt. Die Aufnahmen des Ensembles wurden bisher (teilweise mehrfach) mit Auszeichnungen wie dem Pasticciopreis oder dem CD Compact 'Renaissance' Award geehrt, auf der Shortlist der deutschen Schallplattenkritik 2008 und 2009 empfohlen und für den Grammophone Award 2008 und 2009 nominiert.
Im September 2009 wurde Cinquecento der Förderpreis Deutschlandfunk verliehen. Cinquecento war damit für ein Jahr Artist in Residence und erhielt Unterstützung in Form eines großen Aufnahmeprojekts, welches der bundesweit arbeitende Sender ermöglichte.

## Bisher erschienene CDs
- Maximilianus Secundus – Music for the court of Emperor Maximilian II.
- Jacobus Regnart – Missa Super Oeniades Nymphae
- Jacobus Regnard – Missa Christ ist erstanden
- Philippe de Monte – Missa Ultimi miei sospiri
- Jacobus Vaet – Missa Ego flos campi
- Adrian Willaert – Missa Mente tota & Motets
- Philippe Schöndorff – Complete Works
- Jean Richafort – Requiem